# Павлышская волость
Павлышская волость — административно-территориальная единица Александрийского уезда Херсонской губернии.
По состоянию на 1886 год состояла из 3 поселений, 3 сельских общин. Население 4197 человек (2058 мужского пола и 2139 женского), 873 дворовых хозяйства.
|                        | Площадь | В том числе пахотной |
| ---------------------- | ------- | -------------------- |
| Сельских общин         | 9301    | 8178                 |
| Частной собственности  | -       | -                    |
| Казённой собственности | 290     | 222                  |
| Другой собственности   | 161     | 73                   |
| Всего                  | 9752    | 8473                 |

Самые большие поселения волости:
- Павлыш — село при реке Омельник и прудах в 34 верстах от уездного города, 1890 человек, 343 дворов, становая квартира 1-го стана, православная церковь, школа, больница, почтовая станция, 7 лавок, 2 постоялых двора. За 2 версты — железнодорожная станция, буфет.
- Каменопотоцкое — село при реке Днепр, 2246 человек, 523 двора, православная церковь, школа, лавка.